# Attilio De Marchi
Attilio De Marchi (Milano, 18 marzo 1855 – Milano, 29 dicembre 1915) è stato uno storico, scrittore e filologo italiano.

## Biografia
Attilio De Marchi era figlio di Giovanni e Caterina Perego e fratello di Luigi e Odoardo nonché del più famoso Emilio, famiglia dalle condizioni economiche modeste ma che riuscì a dare ai propri figli una buona istruzione scolastica e universitaria.
Dai genitori ebbe un indirizzo cattolico liberale. Sposò Angela Milesi dalla quale ebbe cinque figli, quattro femmine: Rina che morì in tenera età, Valeria, Maria e Anna, Rita sposata Calderini, e Augusto l'unico figlio maschio.

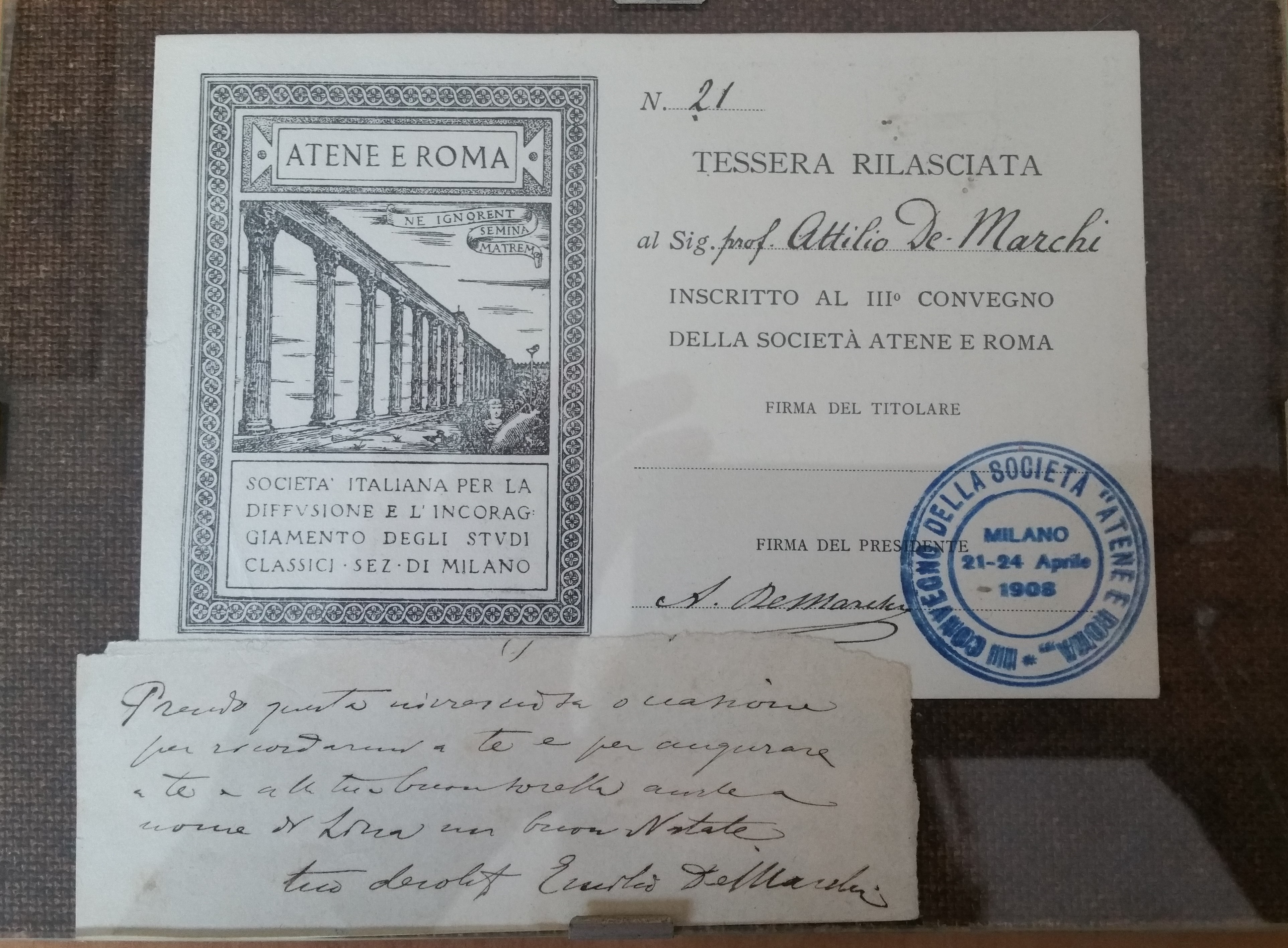
Iscrizione al III convegno Società Atene Roma con firma

Studiò all'Accademia scientifico-letteraria dove ebbe come docenti Graziadio Isaia Ascoli, Vigilio Inama e Achille Coen, laureandosi nel 1879. I primi anni da tirocinante li trascorse in varie scuole minori e dal 1883 in quelle militari. Fu l'editore Francesco Vallardi a fargli conoscere il mondo dell'editoria nominandolo responsabile dell'edizione di una collana di libri in lingua latina per le scuole. Questa attività lo avvicinò allo studio dell'antica civiltà romana diventando prima, libero docente, e successivamente docente straordinario e ordinario alla Regia Accademia scientifico -Letteraria di Milano in Antichità Romane. Curò particolarmente lo studio della società romana facendone un'analisi socio-politica, pubblicando testi che restarono per molto tempo le ricerche più approfondite sull'argomento.
Si interessò inoltre alle ricerche archeologiche cittadine, pubblicandone le analisi e i risultati, nonché diventando fautore di visite guidate nei diversi siti e musei. Fu quindi fatto presidente della società Atene e Roma con il progetto: "Per la diffusione e l'incoraggiamento degli studi classici", ruolo che ricoprì con operosità e devozione.
La sua volontà di diffondere i valori civili e culturali dell'antichità confrontandoli con la Milano che stava vivendo gli ultimi anni del XX secolo lo condusse ad approfondire e divulgare le sue ricerche per tutto l'arco della vita senza mai spostarsi dal capoluogo lombardo. Fu quindi nominato socio corrispondente dell'accademia dal 1896 e membro dal 1912.
Morì a Milano, città che non lasciò mai. L'amministrazione di Gromo, paese originario della moglie e rifugio per le figlie durante i bombardamenti su Milano durante la Seconda guerra mondiale, gli ha dedicato una via dove si trova l'Istituto scolastico intitolato alle sue figlie.

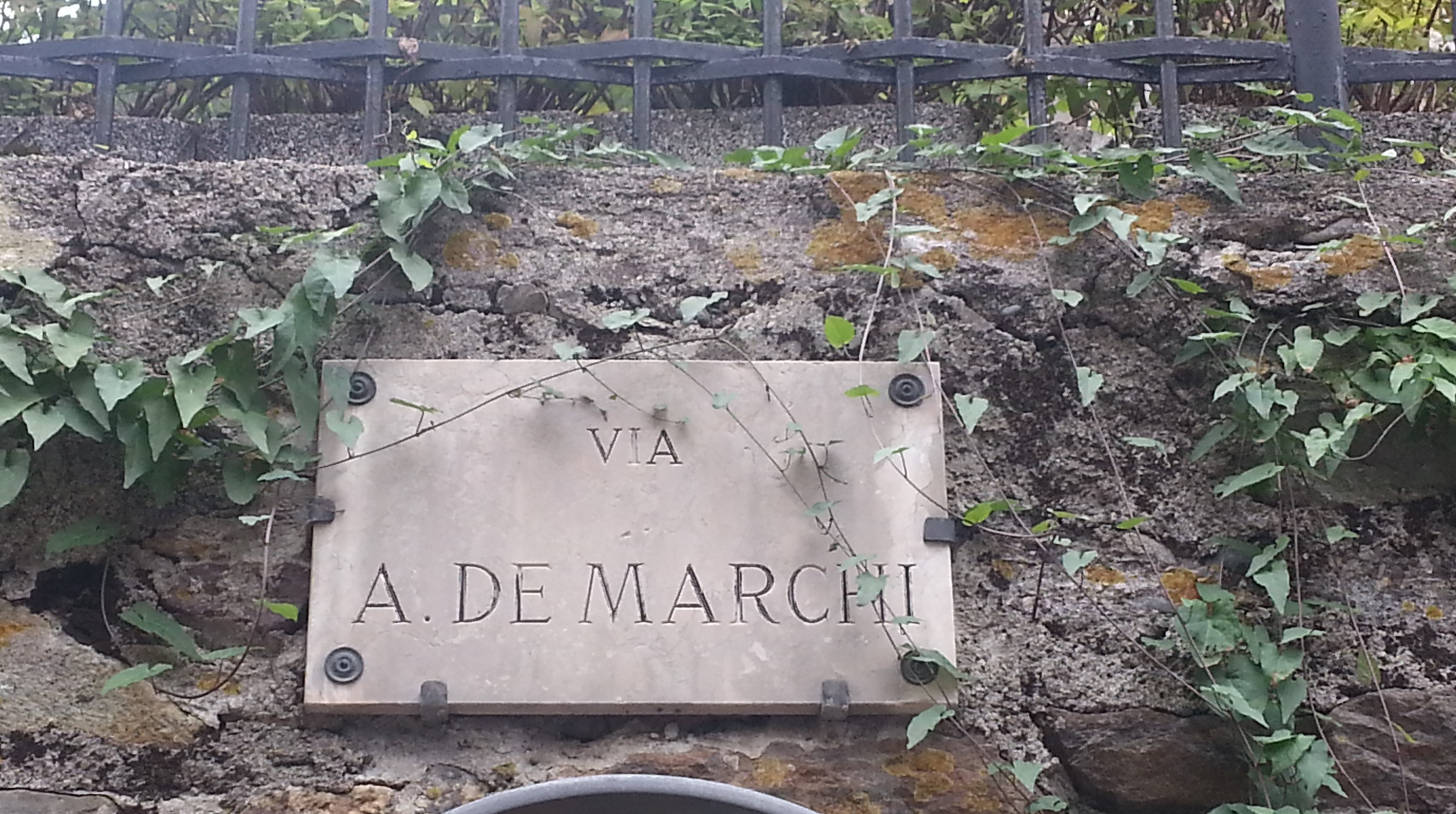
Attilio De Marchi -Gromo

## Opere
- Del valore della parola humanitas in Cicerone Milano, 1889;
- Insulae o case a pigione in Roma antica anno 1891 negli Atti dell'Istituto Accademico scientifico letterario;
- Plebe e patriziato di Roma antica alla luce di un ricorso storico testo pubblicato dall'istituto nel 1912 al capitolo XLV p 115-20; nel quale il problema delle origini della plebe e dell'originario rapporto tra la plebe e i patrizi nasceva dal contrasto fra originari e forestieri contrapponendolo a quello della Lombardia suddita della Serenissima;
- Il culto privato di Roma antica I Milano, 1896;
- Il culto privato di Roma antica II Mlano, 1903;
- Gli Elleni Milano 1913
- I Romani 1931 opere postume pubblicate dall'alunno A. Calderini